# Edmond Hoyle
Edmond Hoyle (Inglaterra, 1672 - Londres, 29 de agosto de 1769), foi um autor britânico, pioneiro na publicação de obras com regras de jogos variados de cartas e tabuleiro, considerado o "Pai do Uíste".
Hoyle publicou originalmente uma obra sobre o jogo do uíste e, com o sucesso desta, lançou outras, falando sobre jogos diversos, como o gamão, xadrez e outros.

## Biografia
O local de seu nascimento não é conhecido. O mais provável é que tenha ocorrido no condado de Yorkshire, embora tenha sido aventado que possa ter ocorrido em Dublin.
Sabe-se que dava aulas em Londres sobre como se jogar o uíste em 1741, até que no ano seguinte publicou sua primeira obra: Short Treatise on the Game of Whist (Pequeno Tratado sobre o Jogo de Uíste). Nas primeiras edições o autor lançava o desafio de pagar um guinéu a quem revelasse o segredo da sua "memória artificial para não desviar a atenção do jogo".
O grande sucesso de seu manual fez com que logo em seguida lançasse os primeiros tratados normativos de jogos como o xadrez, gamão e outros à moda no século XVIII, como o Piquet, Quadrille e o Brag.
Escreveu, ainda, The Humours of Whist (Os Humores do Uíste), no qual satiriza a si próprio como professor, e aos seus alunos. Suas obras básicas foram sendo ampliadas em reedições sucessivas e mais tarde reunidos num único volume.
Hoyle é citado no poema Whist (1792), de Alexander Thomson, Don Juan, de Lord Byron (canto iii. v. xc.) e no conto Os Assassinatos na Rua Morgue de Edgar Allan Poe. A despeito de ter vivido antes da invenção do pôquer, foi incluído em 1979 no seu Hall da Fama.